# Parafia Miłosierdzia Bożego w Zakopanem (Cyrhla)
Parafia Miłosierdzia Bożego w Zakopanem (Cyrhla) – parafia rzymskokatolicka należąca do dekanatu Zakopane archidiecezji krakowskiej.
Została utworzona w 1984. Parafia jest prowadzona przez Zgromadzenie Księży Marianów. Kościół parafialny wybudowany w latach 1988–2000, konsekrowany w 2000. Mieści się na osiedlu Cyrhla.